# یانلیزچام (اردهان)
یانلیزچام (به ترکی استانبولی: Yanlızçam، به ارمنی: Սինդիզգեմ) یک منطقهٔ مسکونی در ترکیه است که در اردهان واقع شده‌است.